# Cosmología bahaí
La cosmología bahaí es la comprensión de la realidad según el bahaísmo: Dios es el centro del universo, ocupando una parte de la realidad fuera de su creación. La creación se ocupa un universo material, pero las almas de seres humanos pueden acercar a una realidad más allá de su propia existencia, y más cerca a Dios.
Los fundadores escribieron sus pensamientos en varios libros, `Abdu'l-Bahá sobre todo intentó desarrollar una filosofía sobre la realidad coherente con la cosmovisión de la fe. Ya que la fe es joven y no de gran tamaño, y la materia es difícil entender; hasta ahora, no se puede decir que una cosmología es cien por cien aceptada o comprendida por los creyentes.

## Divisiones de la realidad
1. Dios — es preexistente.[1] Toda la creación depende en Dios.
2. El logos de Dios — El reino de los mandamientos de Dios. Este reino gobierna todas las cosas creadas. Las manifestaciones de Dios son la manera en que la naturaleza de Dios puede comunicar con el mundo físico.
3. La Creación — El mundo físico y el mundo de los ángeles. La creación no es vista como limitado al universo material, y los distintos objetos materiales, como la tierra. Objetos como la tierra nacen en determinado momento y luego se descomponen.[2]

## Naturaleza de la realidad
El universo actual es visto como resultado de un proceso de larga duración, a la evolución de su estado actual.
En la creencia bahaí, el universo entero es un signo de Dios y depende de él y de la humanidad fue creada para conocer a Dios y servir la causa de Dios.
Bahá'u'lláh, el fundador del bahaísmo, escribió también de muchos mundos de Dios. En el "Súriy-i-Vafa", escribió que "hay que saber que los mundos de Dios son innumerables, y de variedad infinita. Ninguna persona puede contar o comprender de ellos, salvo Dios"
Si bien los seres humanos deben buscar el conocimiento, los seres humanos no podrían comprender la naturaleza de la creación de Dios o Dios mismo, ya que están limitados por la creación.
`Abdu'l-Bahá extendió la filosofía en sus discursos en el occidente afirmando que la humanidad es sustancialmente distinta a los animales, por su capacidad de comprender el universo, pero que el salto en evolución para producir la humanidad es encajable dentro de la teoría de evolución en general.

## Reinos de la existencia
Bahá'u'lláh habló de cinco reinos de la existencia, un concepto prestado de la tradición sufi. Dichas divisiones, naturalmente no puede ser averiguadas, pero tienen una lógica según las ideas bahaíes:
1. Hahut — el reino de la esencia incognoscible de Dios
2. Lahut — el reino de la conciencia divina
3. Jabarut — el reino de Dios actuando en el marco de la creación a través de la revelación;
4. Malakut — el reino angelical
5. Nasut — el mundo físico, que se subdivide en el animal, vegetal y mineral.[1]

Dios se manifiesta en los cinco niveles, las manifestaciones de Dios en todos menos el primero, y los seres humanos existen entre los reinos físico y angelical y pueden elegir vivir en el mundo material: "nasut", o en el mundo más espiritual: "malakut".